# 観察
観察（かんさつ、英語: observation）とは、対象の実態を知るために注意深く見ること。その様子を見て、その変化を記録すること。どれだけその変化を見つけられるかが重要である。

## 歴史・政治
統治の諸機能のひとつ。

## 刑事政策
刑事政策においては、「保護」という語とともに「保護観察」という形で使われることが多い。犯罪者を刑務所などの施設に入れず、一般社会で処遇することを指す。

## 自然科学
自然科学の分野では、観察とは、何らかの目的のために対象を詳細に見、そこから何かを導き出す行動で、分析や解析などの基礎となる。基本的には、対象に対する操作を行わない点で実験とは異なる。分解や解剖、生物学ではさらに固定や染色といった込み入った操作を行う場合もあるが、これはそのままでは見えない内部や細部を見るためであり、その操作によるその目的部分の変化を求めない点で実験ではない。観察した事象を整理して記録することを記載という。
観察には、定量的観察と定性的観察がある。人間の感覚は定性的なので、定量化は重要な過程である。定量的な観察は特に「観測」あるいは「測定」などと呼ばれる。しかし、定性的な観測も時に重要な情報をもたらす。

### 生物学

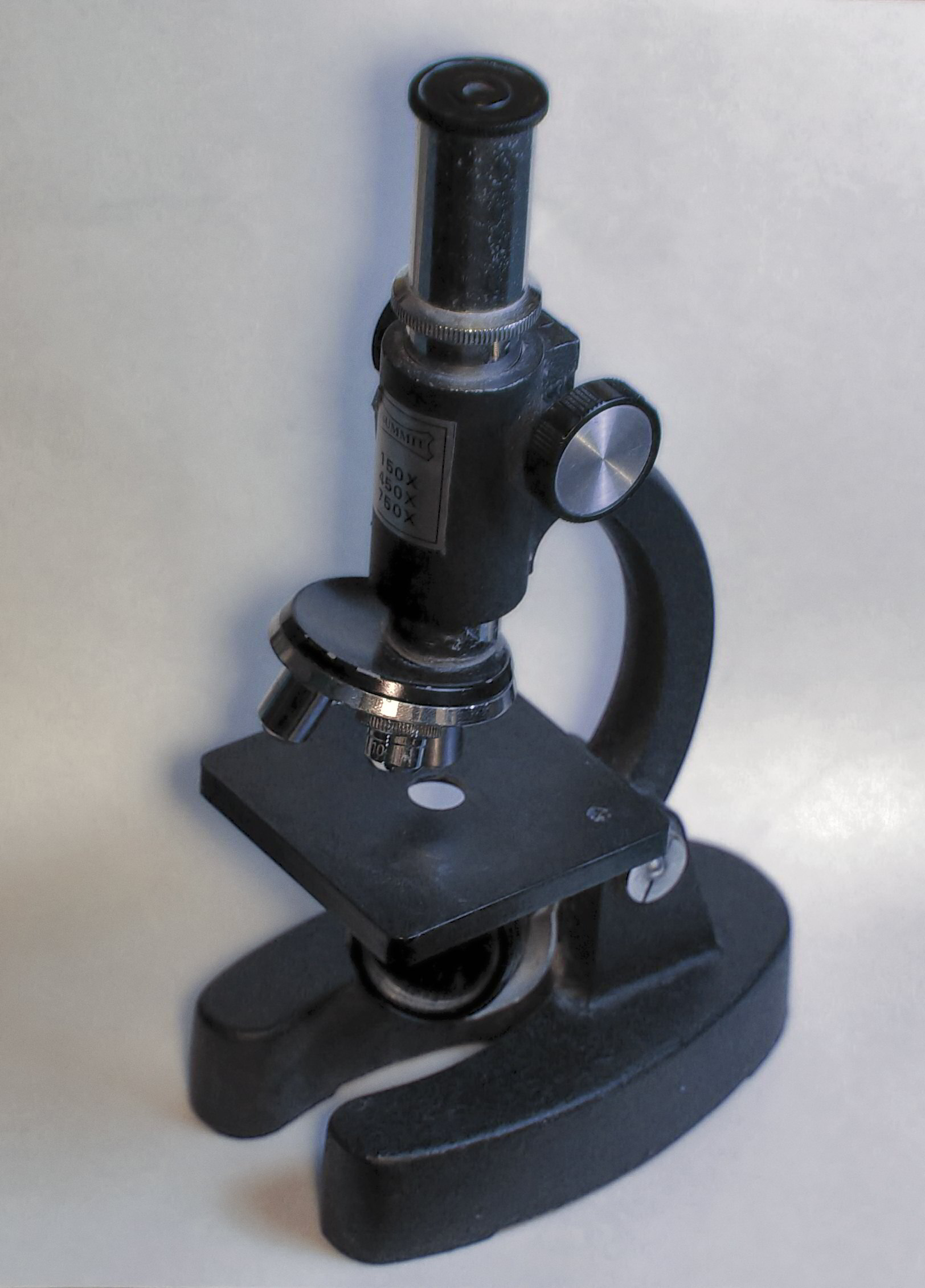
顕微鏡

生物学では、まずはその形態、それにその動きをよく見ることが重視される。しかし、生物には肉眼では観察できない細部に重要な意味があることが明らかになり、野外観察においても、ルーペは重要アイテムである。さらに微生物の分野では、顕微鏡を用いた観察がしばしば行われる。いずれにせよ、観察から何かを感じることは生物学では発想の原点として重要である。
観察したことを記録する方法として、スケッチも重視される。

### 理科教育
日本の学校における理科教育においては、観察は重視される。小学校低学年 - 中学年などでは身近な生物の観察がよく取り上げられる。また、かつては昆虫採集は理科の自由研究の課題としてよく取り上げられたが、現在はこれが少なくなっている理由のひとつに、むやみに採集するより、しっかり観察することが大事だとの方向性の変換があげられる。
日本の社会教育の場では、博物館や自然関係の団体が主催する自然観察会や自然観察教室があちこちで行われている。

### 観察の諸問題
観察という行為自体に何ら疑問を抱かない者も多いが、実はそこには大きな問題が横たわっている。観察という行為には人間の「認識」というプロセスが含まれているのである。観察者が誰であろうが（科学者であろうが）、認識は、心理あるいは脳神経的なプロセスであり、そこには以下のような問題が潜んでいる。
- 先入観
- 主観と客観

この問題は、トーマス・クーンによっても指摘された。科学の理論の進歩は、認識が孕む問題と大きく関係しているのである。「客観主義」というものは、決して、想像されるほど、シンプルで磐石なものではない。
また、観察者の存在によって、観察対象の挙動が変化してしまうことは、生物学や社会科学の分野ではごく自然なこととして、常に意識されていた（例えば生き物や人間、人間集団などは、人間は、観察で挙動が変化してしまうと経験的・常識的に知っていた）。同じく物理学の領域においても、量子力学の発展以降は、物質レベルでも、さらに根深い次元で「観測問題」が扱われるようになり、「客観的な観察」というものが、この点からも揺らいでいる。

## ウォッチャー
ある事に取り組む人間に対して寝ずに付き添う人や、看護人など病人の看病を行なう側に立つ存在、 通夜をする人に対してウォッチャーと呼ぶ。
また、『見張る』という行為も英単語での wátch の範疇として捉えられることから番人や見張り役に対してもこの単語が用いられる。
社会上においては特定の分野や現象を凝望や看視、評論する人を始め、これに絡む問題を研究する人を『～ウォッチャー』と称する場合もある。例えば、黒田勝弘（産経新聞ソウル支局長）を韓国ウォッチャーと言ったり、高成田亨（朝日新聞論説委員）がワシントンウォッチャーを自称したりしている。
政府が関与しているものでは、小売店や製造業、ゴルフ場やタクシーなどサービス提供業者に景気ウォッチャーとなってもらい、ウォッチャーの景気判断を元に作成する景気ウォッチャー調査（内閣府）や、食品表示状況に不正が行われていないかを観察する中央食品表示ウォッチャー（農林水産省）などがある。

これに近い例で、身近な社会現象や風俗を観察する分野として、路上観察学というのがある。
一方、選挙投票所の立会人に対してもウォッチャーと称することがある。これは選挙に関係する当事者とは異なる第三者が務めることから中立的な立場である為で、審判の意味合いが強い。
最近では、インターネットの中で、特定の人間を「危ないことや馬鹿なことをしている」と決めつけ、その人物を観察して「楽しむ」行為をしている存在を揶揄する形で指す場合にこの単語を用いることがある。